# Matching Mole
Matching Mole was een Britse progressieve-rockband uit de Canterbury-scene. De naam Matching Mole is ontstaan door een woordgrap. De Franse vertaling van Soft Machine is machine molle, verbasterd in het Engels levert dat Matching Mole op.

## Biografie
Matching Mole werd in oktober 1971 geformeerd rond Robert Wyatt, de voormalige drummer van Soft Machine. Na zijn vertrek uit Soft Machine vormde Wyatt een band met Phil Miller op gitaar, Dave Sinclair op keyboard en Bill McCormick op basgitaar. Wyatt kende Sinclair nog van de tijd van The Wilde Flowers, Sinclair had ook geassisteerd bij het tot stand komen van Wyatts eerste soloalbum (The End of an Ear) in 1970. McCormick was een bekende uit de tijd van Soft Machine. Phil Miller kwam meer via-via bij de band. Later werd de band uitgebreid met een tweede keyboard speler, Dave MacRae, die Dave Sinclair ook verving toen deze vertrok.
De band was op het vasteland van Europa succesvol. Tournees samen met onder meer Soft Machine trokken volle zalen. In Nederland werd in september 1972 opgetreden in de Doelen in Rotterdam en in het Concertgebouw in Amsterdam.

## Opheffing en ongeval
Matching Mole heeft maar kort bestaan. Al in september 1972 hield de band op te bestaan. Wyatt besloot te stoppen, omdat het organiseren van alles rond de band hem even te veel werd. De andere bandleden vonden dat het Wyatts beslissing was.
Wyatt was in mei 1973 bezig met het plan om de band opnieuw leven in te blazen met hem, met McCormick , Gary Windo op saxofoon en Francis Monkman op drums, maar doordat hij op 1 juni 1973 een ongeval kreeg zou dat er nooit van komen.

## Solocarrières
- Robert Wyatt is na zijn ongeval toch doorgegaan in de muziek, met name als soloartiest.
- Phil Miller vertrok van Matching Mole naar Hatfield and the North (op het eerste album van Hatfield speelt Wyatt mee als gast).
- Dave MacRae ging door met Nucleus en werd daarna sessiemuzikant en ging samenwerken met zijn vrouw, Joy Yates en met zijn eigen band Pacific Eardrum.
- Bill McCormick ging de politiek in, maar bleef ook muziek maken, onder meer met Phil Manzanera (Roxy Music). Na een korte tijd met een eigen band, Random Hold te hebben opgetreden, is hij uit de muziekwereld vertrokken.

## Discografie
| 1972 | Matching Mole |
| 1972 | Little Red Record |
| 1994 | BBC Radio 1 Live In Concert (Matching Mole), een live-CD met een concert van 30 minuten voor de BBC in het Paris Theater, London, juli 1972 |
| 2001 | Smoke Signals, archiefopnames, met name sessies voor de radio                                                                               |
| 2002 | March, opname van een liveoptreden in Amsterdam, maart 1972                                                                                 |

- Bibliothèque nationale de France: cb13904891f (data)
- International Standard Name Identifier: 0000 0001 0665 5970
- Library of Congress Control Number: no98023495
- MusicBrainz: 5af8b5e4-8319-4f4b-9548-6e4e458ee923
- Système universitaire de documentation: 157466558
- Virtual International Authority File: 139423604